# 俄罗斯入侵乌克兰期间提议设立禁飞区
在2022年俄罗斯入侵乌克兰期间，烏克蘭提出在乌克兰上空设立禁飛區。在30个北约成员国中，波罗的海国家表示支持。

## 背景
禁飞区是非军事区的一种形式，其中被劃為禁飞区的區域不允许某些飞机飞行。 

## 历史
2月28日，乌克兰总统弗拉基米尔·泽连斯基呼吁北约在乌克兰上空设立禁飞区，称“如果西方这样做，乌克兰将會以少得多的鲜血击败侵略者”。 当天晚些时候，美国白宫新闻秘书珍·莎琪表示，美军不会在乌克兰上空设立禁飞区，并称“这基本上意味着美军将會击落俄罗斯飞机”，她還表示“如果設立禁飛區，衝突肯定会升级，这可能会使我们陷入与俄罗斯发生军事冲突的境地。” 
3月3日，泽连斯基再次呼吁设立禁飞区，称“如果北約现在不能关闭烏克蘭的領空，那么请给我们一个时间表，北約什么时候会这样做？如果北約现在无法提供时间表，请告诉我们必须死多少人才會設立禁飛區？告诉我有多少。我去数数，我會等待这一刻。我希望領空会被关闭。如果北約没有这样做的力量和勇气，那就把飞机给我。這下公平了吧。” 
3月4日，北约宣布不会设立禁飞区，秘书长延斯·斯托尔滕贝格表示，北约有责任“防止这场战争升級並蔓延到乌克兰以外的地方”。 作为回应，泽连斯基表示，“安全保证和承诺、聯盟的决心”的价值观对北约来说似乎已经死了。 
3月5日，俄罗斯总统弗拉基米尔·普京表示，任何可能導致禁飞区最終設立的舉動“都将被我们视为準備参与這次軍事行動”。 
3月14日，爱沙尼亚议会投票支持北约和联合国立即采取措施在乌克兰建立禁飞区，这是北约成员国中首個通過議會表態支持禁飛區的國家。 三天后，拉脱维亚议会和立陶宛议会同樣通過決議支持在烏克蘭上空設立禁飛區。 
3月18日，俄罗斯支持的顿涅茨克人民共和国政府声称，俄罗斯将在乌克兰顿巴斯地区设立禁飞区。 